# Mont Cadme
El Mont Cadme (grec antic: Κάδμος), anomenada actualment Babadağ en turc, és una muntanya de Turquia, a la província de Denizli, a tocar de la província d'Aydın. Té una elevació de 2.308 m, i forma el límit sud de la conca del riu Meandre. A la part oriental de les seves faldes neix el riu Licos, i Estrabó diu que al mateix Mont Cadme naixia un riu que desembocava al Licos, i que segons Hamiltonen es correspon al Gieuk Bonar.